# 八一牧场
八一牧场，是中国内蒙古自治区兴安盟扎赉特旗下辖的一个乡镇级行政单位。位于内蒙古兴安盟扎赉特旗巴彦高勒镇南部，属宜农宜牧的浅山丘陵地带。

## 行政区划
八一牧场共辖以下地区：
虚拟场部。